# Cristina Fernández Cubas
Cristina Fernández Cubas (Arenys de Mar, Maresme, 1945) és una escriptora i periodista catalana, una de les més destacades autores del relat breu en la literatura espanyola de les dècades de 1990 i 2000.

## Trajectòria
Va estudiar Dret i Periodisme a Barcelona. Casada amb l'escriptor Carlos Trías Sagnier, des de molt jove va exercir com a periodista. Ha residit, entre altres ciutats, al Caire, Lima, Buenos Aires, París i Berlín.
Va publicar el seu primer volum de contes, La meva germana Elba, el 1980, al qual li han seguit: Los altillos de Brumal (1983), El ángulo del horror (1990), Con Ágata en Estambul (1994), Parientes pobres del diablo (2006, premi Setenil 2006). L'any 2009, la seva recopilació Todos los cuentos va rebre els premis Ciutat de Barcelona, Salambó, Qwerty i Tormenta, entre d'altres.
És també autora de novel·les —El año de Gracia i El columpio—, una obra de teatre —Hermanas de sangre— i un llibre de memòries narrades, Cosas que ya no existen (Premio NH Hoteles para Cuentos, 2001), recuperado el 2011 per Tusquets Editores. La seva novel·la El año de Gracia va inspirar al compositor Albert Sardà l'òpera del mateix nom, i fou estrenada a Alacant al setembre de 1992 en el VII Festival de Música Contemporània, dirigida per Joan Lluís Bozzo.
El 2013 va decidir utilitzar el pseudònim de Fernanda Kubbs per la seva novel·la La puerta entreabierta, sobre una periodista escèptica que en visitar a una vident pateix una transformació inesperada.
Fernández Cubas es val dels models de la narració fantàstica per enfrontar als seus personatges —principalment femenins— a unes atmosferes inquietants, plenes de suggestions, un joc en el qual el lector és part activa del desxiframent de les claus i dels silencis, del desvelament de les raons últimes de les psicologies i conductes.
El 2016 li va ser concedit el Premio Nacional de Narrativa i el Premi de la Crítica de Narrativa castellana 2015 pel seu llibre de relats La habitación de Nona.
El 2023 se li va concedir el Premi Nacional de Narrativa de les Lletres Espanyoles.
La seva obra està traduïda a deu idiomes.

## Obres
- Los altillos de Brumal. Barcelona, Tusquets, 1983
- Los altillos de Brumal; En el hemisferio sur. Barcelona, Plaza & Janés, 1998
- El ángulo del horror. Barcelona, Tusquets, 1990
- El año de gracia. Barcelona, Tusquets, 1985
- El columpio. Barcelona, Tusquets, 1995
- Con Agatha en Estambul. Barcelona, Tusquets, 1994
- Cris y Cros; seguit de El vendedor de sombras. Madrid, Alfaguara, 1988
- Emilia Pardo Bazán. Barcelona, Omega, 2001 [Biografia]
- Hermanas de sangre. Barcelona, Tusquets, 1998 [Teatre]
- Mi hermana Elba. Barcelona, Tusquets, 1981
- Mi hermana Elba; Los altillos de Brumal. Barcelona, Tusquets, 1988
- Parientes pobres del diablo. Barcelona, Tusquets, 2006
- Segundo de bachillerato. Madrid, La Revista de "El Mundo", 1996 (Relatos de mujeres, 8)
- La ventana del jardín. Rivas-Vaciamadrid, H. Kliczkowski, 2006
- Cosas que ya no existen. Barcelona, Lumen, 2001
- Todos los cuentos. Barcelona, Tusquets, 2008 [Recopilació de relats]
- El vendedor de sombras. El viaje. Barcelona, Ediciones Alfabia, 2009
- La habitación de Nona. Barcelona, Tusquets, 2015.